# 3人の会
3人の会（さんにんのかい）は、日本の作曲家芥川也寸志、團伊玖磨、黛敏郎が1953年に結成したグループ。1954年から1962年まで5回の演奏会を行い、自作を発表した。
結成当初は「3人の會」と表記、パンフレットやチラシなどでは「3人の会」と表記されており、「三人の会」という記載は見られない。

## 第1回演奏会
- 1954年1月26日、日比谷公会堂
- タンスマン：トリプティーク（日本初演、指揮：上田仁）
- 芥川也寸志：シンフォニア (指揮：作曲者)
- 黛敏郎：饗宴 (指揮：作曲者)
- 團伊玖磨：ブルレスケ風交響曲 (指揮：作曲者)

## 第2回演奏会
- 1955年6月23日、日比谷公会堂、東京交響楽団
- ヴェーベルン：交響曲（日本初演、指揮：上田仁）
- 黛敏郎：トーン・プレロマス55 (指揮：作曲者)
- 團伊玖磨：管弦楽組曲『シルクロード』 (指揮：作曲者)
- 芥川也寸志：ディベルティメント（指揮：作曲者）

## 第3回演奏会
- 1958年4月2日、新宿コマ劇場、NHK交響楽団
- 黛敏郎：涅槃交響曲 (指揮：岩城宏之)
- 團伊玖磨：交響組曲『アラビア紀行』 (指揮：作曲者)
- 芥川也寸志：エローラ交響曲  (指揮：作曲者)

## 第4回演奏会
- 1960年3月27日、読売ホール、NHK交響楽団
- 黛敏郎：曼荼羅交響曲 (指揮：岩城宏之)
- 團伊玖磨：交響曲第3番 (指揮：岩城宏之)
- 芥川也寸志：歌劇『暗い鏡』 (指揮：岩城宏之)

## 第5回演奏会
- 1962年4月16日、大阪フェスティバルホール、大阪フィルハーモニー交響楽団
- 黛敏郎：涅槃交響曲（指揮：作曲者）
- 團伊玖磨：管弦楽組曲『シルクロード』（指揮：作曲者）
- 芥川也寸志：歌劇『暗い鏡』（指揮：作曲者）

## 第5回演奏会以降の大規模な3人の会関連イベント
- 1974年「3人の会 結成20周年記念作曲コンクール」（『題名のない音楽会』にて放送）
  - 1位：山田泉、入賞：西村朗、新実徳英
- 1984年 NHK『音楽の広場』（芥川司会）で3人の会特集
  - 團伊玖磨：『無法松の一生』、ブルレスケ風交響曲、芥川也寸志：『赤穂浪士』、交響曲第1番、黛敏郎：饗宴、『天地創造』、各作曲者指揮）

## 3人没後の大規模な関連イベント
- 2006年 東京シティ・フィルハーモニック管弦楽団（本名徹次指揮）による「3人の会」特集（2月8日、東京オペラシティ）
  - 團伊玖磨：『シルクロード』、芥川也寸志：エローラ交響曲、黛敏郎：饗宴
- 2017年 東京交響楽団（大友直人指揮）による「3人の会」特集（8月20日、東京オペラシティ）
  - 團伊玖磨：飛天繚乱、芥川也寸志：トリプティーク、黛敏郎：饗宴
- 2018年 群馬交響楽団（大友直人指揮）による「3人の会」特集（11月26日、東京オペラシティ／11月24日、群馬音楽センター）
  - 團伊玖磨：飛天繚乱、芥川也寸志：交響管弦楽のための音楽、黛敏郎：饗宴
- 2019年 オーケストラ・トリプティーク（水戸博之指揮）による「3人の会2019」